# Brentford Football Club 2017-2018
Questa voce raccoglie le informazioni riguardanti il Brentford Football Club nelle competizioni ufficiali della stagione 2017-2018.

## Rosa 2017-2018
Rosa aggiornata all'11 marzo 2018.
| N. |                        | Ruolo | Calciatore        |
| -- | ---------------------- | ----- | ----------------- |
| 1  | Inghilterra (bandiera) | P     | Daniel Bentley    |
| 3  | Inghilterra (bandiera) | D     | Rico Henry        |
| 4  | Scozia (bandiera)      | C     | Lewis Macleod     |
| 5  | Danimarca (bandiera)   | D     | Andreas Bjelland  |
| 7  | Paesi Bassi (bandiera) | C     | Florian Jozefzoon |
| 8  | Inghilterra (bandiera) | C     | Nico Yennaris     |
| 9  | Francia (bandiera)     | A     | Neal Maupay       |
| 10 | Inghilterra (bandiera) | C     | Josh McEachran    |
| 11 | Inghilterra (bandiera) | A     | Ollie Watkins     |
| 12 | Sudafrica (bandiera)   | C     | Kamohelo Mokotjo  |
| 14 | Irlanda (bandiera)     | C     | John Egan         |
| 15 | Inghilterra (bandiera) | C     | Ryan Woods        |

| N. |                                | Ruolo | Calciatore         |
| -- | ------------------------------ | ----- | ------------------ |
| 17 | Danimarca (bandiera)           | A     | Emiliano Marcondes |
| 18 | Irlanda (bandiera)             | C     | Alan Judge         |
| 19 | Saint Kitts e Nevis (bandiera) | A     | Romaine Sawyers    |
| 20 | Inghilterra (bandiera)         | D     | Josh Clarke        |
| 22 | Danimarca (bandiera)           | D     | Henrik Dalsgaard   |
| 24 | Irlanda (bandiera)             | C     | Chiedozie Ogbene   |
| 25 | Scozia (bandiera)              | A     | Theo Archibald     |
| 28 | Inghilterra (bandiera)         | P     | Luke Daniels       |
| 29 | Francia (bandiera)             | D     | Yoann Barbet       |
| 30 | Irlanda (bandiera)             | D     | Tom Field          |
| 33 | Galles (bandiera)              | D     | Chris Mepham       |
| 47 | Spagna (bandiera)              | C     | Sergi Canós        |